# Linia kolejowa Riesa – Chemnitz
Linia kolejowa Riesa – Chemnitz – ważna magistrala kolejowa w Niemczech, w kraju związkowym Saksonia. Została wybudowana przez Chemnitz-Riesaer Eisenbahn-Gesellschaft. Biegnie z Riesa przez Döbeln i Mittweida do Chemnitz. Jest częścią połączenia Berlin-Chemnitz.